# Effetto tazza di tè

In quest'illustrazione è mostrato in blu il flusso secondario che fa convergere le foglie sul fondo verso il centro della tazza

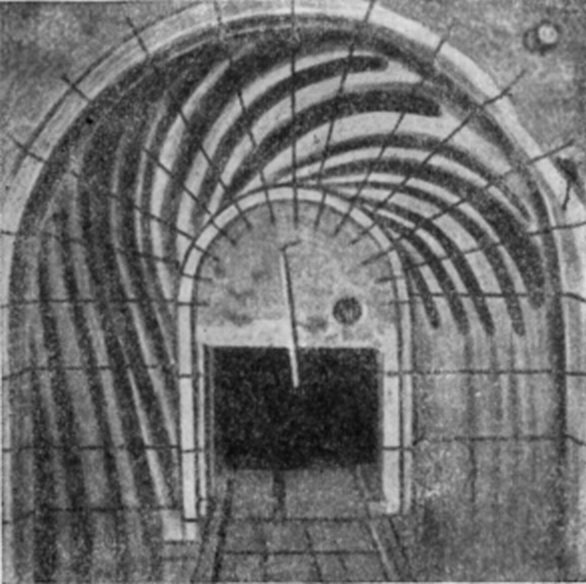
Rappresentazione delle linee di flusso, colorate in nero, del flusso secondario che si viene a creare presso l'ansa di un fiume, che nell'immagine scorre da destra a sinistra, realizzata a pubblicata da A.Ya. Milovich nel 1913

Con l'espressione effetto tazza di tè si indica quel fenomeno per cui particelle significativamente più pesanti del liquido in cui sono immerse si spostano verso il centro di rotazione del liquido quando quest'ultimo viene posto all'interno di un contenitore tendenzialmente rotondeggiante e fatto roteare su sé stesso.
Tale fenomeno deve il suo nome al cosiddetto paradosso delle foglie di tè, citato da Albert Einstein in un suo articolo del 1926 inerente la formazione dei meandri dei fiumi, nel quale il fisico tedesco faceva notare come le foglie di tè, in una tazza della stessa bevanda, si spostassero verso il centro del fondo della tazza dopo che la bevanda era stata mescolata, piuttosto che rimanere costrette ai bordi della stessa, come ci si sarebbe aspettato in una centrifuga a spirale.
La corretta spiegazione fisica del fenomeno fu data per la prima volta nel 1877 da James Thomson, il quale, nel cercare un'origine alla formazione dei meandri nei corsi dei fiumi, collegò correttamente l'aspetto del flusso secondario (ossia quel flusso determinato dalla differenza tra l'effettivo flusso tridimensionale che si sviluppa in un canale e un flusso bidimensionale di riferimento) con l'"attrito sul fondo". Lo spostamento di particelle vicine al fondo nei flussi dei meandri fluviali fu poi studiato sperimentalmente da A. Ya. Milovich nel 1913, tuttavia si dovette aspettare il 1926 perché Albert Einstein fornisse una spiegazione al perché tutti i fiumi, in misura più o meno marcata, sviluppano un percorso tortuoso invece che essenzialmente rettilineo, chiamando in causa l'erosione degli argini fluviali e le ragioni alla base di essa, nonché svelando il motivo del curioso e quasi paradossale movimento delle foglie di tè in una tazza della stessa bevanda subito dopo il mescolamento.

## Osservazione
Al termine del mescolamento di un liquido posto in un recipiente approssimativamente rotondo sul fondo del quale sono presenti delle particelle (ad esempio delle foglie di tè), si osserva che la turbolenza introdotta mescolando si attenua lentamente e si instaura il tipico movimento rotatorio del liquido, che va anch'esso attenuandosi, unitamente a una convergenza delle particelle poste sul fondo verso il centro di rotazione, dove esse finiscono per accumularsi e ruotare sul posto, con una traiettoria spiraleggiante.

## Interpretazione
Quando un liquido viene messo in rotazione, la forza centrifuga lo spinge verso l'esterno, ossia verso i bordi del contenitore, facendo sì che la superficie del liquido acquisti l'aspetto di una parabola tridimensionale, con il livello del liquido più alto verso i bordi del contenitore e più basso al centro. Ciò fa sì che la pressione idrostatica sul fondo del contenitore, che dipende dall'altezza del liquido, sia maggiore vicino alla parete del contenitore e minore vicino al suo centro, dove la profondità del liquido è inferiore. Questa differenza di pressione tende a spingere il liquido verso il centro del contenitore, con una spinta che viene contrastata dalla forza centrifuga. Dato però che la forza centrifuga che spinge verso l'esterno le molecole di liquido dipende dalla velocità di rotazione, essa risulta essere inferiore per quelle molecole poste vicino alla parete e al fondo del contenitore a causa dell'attrito esercitato da questi ultimi sul liquido, di conseguenza, essa non riesce, sul fondo, a contrastare la sopraccitata spinta, che fa quindi muovere il liquido verso il centro di rotazione portando alla formazione di un flusso secondario che si somma al flusso primario rotatorio. Seguendo tale corrente secondaria, il liquido sul fondo si muove dall'esterno verso il centro di rotazione, per poi risalire verso la superficie, sempre sotto la spinta della pressione idrostatica, spostarsi verso l'esterno a causa della forza centrifuga, lì predominante data l'assenza dell'attrito esercitato dal fondo, e infine tornare nuovamente sul fondo per ricominciare il ciclo. Se sul fondo del contenitore sono presenti delle particelle significativamente più pesanti del liquido, accade che esse seguano il movimento di convergenza del liquido verso il centro di rotazione senza però che la spinta sia sufficiente a farle salire verso l'alto, proprio come succede con le foglioline di tè.

## Applicazioni
Il fenomeno è stato utilizzato in diversi ambiti, dalla medicina, dove è stato ad esempio applicato nello sviluppo di una nuova tecnica per separare i globuli rossi dal plasma sanguigno, alla produzione birraria, dove viene utilizzato per separare la birra dai residui di lievitazione.